# دوق نيوكاسل
دوق نيوكاسل (بالإنجليزية: Duke of Newcastle)‏ هو اللقب الذي عرف به توماس بلهام هولز (بالإنجليزية: Thomas Pelham-Holles)‏ رجل دولة من حزب الأحرار البريطاني، امتدت مسيرته الرسمية بشكل كبير خلال فترة سيادة حزبه في القرن الثامن عشر.
كان أحد تابعي السير روبرت والبول، وخدم تحت قيادته لأكثر من 20 عامًا حتى عام 1742. تولى السلطة مع شقيقه، رئيس الوزراء هنري بيلهام، حتى عام 1754. ثم شغل منصب وزير الخارجية لمدة 30 عامًا وهيمن على السياسة الخارجية البريطانية.
بعد وفاة هنري، تولى دوق نيوكاسل رئاسة الوزراء لمدة ست سنوات في فترتين منفصلتين. على الرغم من أن رئاسته الأولى لم تكن بارزةً بشكل خاص، بدأت خلال حكمه حرب السنوات السبع، وكلفته سياسته الدبلوماسية الضعيفة رئاسة الوزراء. بعد ولايته الثانية، خدم لفترة وجيزة في وزارة اللورد روكنغهام، قبل تقاعده من الحكومة. كان أكثر فاعليةً في عمله كنائب لقائد يتمتع بقدرة أكبر، مثل والبول أو شقيقه أو بيت. برز في التاريخ البريطاني نتيجة مهاراته واسلوبه في استخدام الرعاية للحفاظ على السلطة على مدى فترات زمنية طويلة. ظهرت عبقريته خلال عمله مديرًا للحزب الرئيسي لحزب الأحرار البريطانية بين عامي 1715 و1761. استخدم طاقته وأمواله لاختيار المرشحين وتوزيع الرعاية والفوز بالانتخابات. كان مؤثرا بشكل خاص في مقاطعات ساسكس ونوتنجهامشير ويوركشاير ولينكولنشاير. جاء أعظم انتصار له في انتخابات 1754.
مع ذلك، تضررت سمعته خارج المجال الانتخابي. يقول المؤرخ هاري ديكنسون أنه أصبح يشتهر بهرجه وهياجه، وغيرته المؤسفة، وعدم تحمل مسؤولية أفعاله، وعدم قدرته على السعي وراء أي هدف سياسي يرضيه أو يرضي مصلحة الأمة.

## بداية حياته
ولد توماس بيلهام في لندن في 21 يوليو 1693. كان الابن الأكبر لتوماس بيلهام، بارون بيلهام الأول، من زوجته الثانية، السيدة جريس هوليز، الأخت الصغرى لجون هولز، دوق نيوكاسل أبون تاين الأول. درس بيلهام في مدرسة وستمنستر وقُبل كعضو عام في كلية كلير، كامبريدج، في عام 1710. توفي عم بيلهام في عام 1711، وتوفي والده في العام التالي، وورث من كلاهما ممتلكاتهما الكثيرة. عندما بلغ سن الرشد عام 1714، كان اللورد بيلهام أحد أعظم ملاك الأراضي في المملكة، وكان يتمتع برعاية هائلة في مقاطعة ساسكس. كان أحد شروط وصية عمه هو أن يضيف ابن أخيه اسم هوليز إلى اسمه، وهو ما فعله بأمانة، وبعد ذلك أصبح يُعرف باسم توماس بيلهام هولز. تمت تسوية نزاع قانوني طويل مع عمته حول الوِرثة أخيرًا في عام 1714.
أصبح بيلهام مقربًا بشكل متزايد من حزب الأحرار البريطاني، مثل والده وعمه، اللذان كانا معتدلين في آرائهما، لكنه أصبح أكثر حزبية وتشددًا في آرائه. كانت بريطانيا منقسمة للغاية بين أعضاء حزب الأحرار الذين فضلوا خلافة جورج هانوفر بعد وفاة الملكة آن والمحافظين الذين أيدوا عودة اليعقوبي جيمس ستيوارت، الذي عُرف فيما بعد باسم «المدعي القديم». سيطرت هذه القضية على السياسة البريطانية خلال السنوات القليلة الأخيرة من حكم الملكة آن، حتى وفاتها في عام 1714، وكان له تأثير عميق على الحياة المهنية المستقبلية لدوق نيوكاسل الشاب. انضم بيلهام إلى نادي هانوفر ونادي كيت كات، اللذان كانا من المراكز الرائدة في التفكير والتنظيم لحزب الأحرار. أصبح منزل نيوكاسل في لندن مقر إقامته الرئيسي.

## روابط خارجية
- دوق نيوكاسل على موقع الموسوعة البريطانية (الإنجليزية)